# チャッカリ夫人とウッカリ夫人
『チャッカリ夫人とウッカリ夫人』（チャッカリふじんとウッカリふじん）は、1951年（昭和26年）12月25日から1964年（昭和39年）10月3日まで、ラジオ東京（現在のTBSラジオ）が放送した日本のラジオドラマであり、それを原作とした日本の映画群、および1965年（昭和40年）と1983年（昭和58年）に放送されたテレビドラマである。通称『チャカ・ウカ』。
タイトルについては、ラジオドラマは1961年（昭和36年）5月1日以降、映画は東京映画製作のうち2作が、『ウッカリ夫人とチャッカリ夫人』となっている。また1986年にラジオで復活した時も『ウッカリ夫人とチャッカリ夫人』となっている。

## 略歴・概要
茶刈夫妻と宇刈夫妻が主人公である。毎回一話完結の15分間ドラマである。
第1回放送日は、ラジオ東京の開局日の1951年（昭和26年）12月25日であった。3回のリニューアルを繰り返し、1958年（昭和33年）には、放送2,000回を迎え、初期の長寿番組となる。1964年（昭和39年）10月に、13年間続いた放送に終止符を打つ。また、ラジオ東京テレビ(現:TBSテレビ)開局日の1955年（昭和30年）4月1日13時から、映画も放送された。
スポンサーは、当初の企業が降板した後、1952年（昭和27年）10月から朝日麦酒（現在のアサヒビール）が一社提供する。バャリース・オレンジや同社のビールを作品内で大いに取り上げ、同番組をフィーチャーした新聞広告を打った。1958年（昭和33年）7月には、降板した。
それから21年半後の1986年4月より、同局の昼番組『ロンペーのときめきランチタイム』（パーソナリティ：桝井論平アナウンサー）内で復活、1年放送した。スポンサーは津村順天堂（現：ツムラ・バスクリン）。オープニングテーマは「アリスは迷子」（作詞：湯川れい子 / 編曲：清水信之 / 作曲・歌：小林明子）。

## 映画
『チャッカリ夫人とウッカリ夫人』は、1952年（昭和27年）製作、同年4月24日公開の日本映画。製作・配給は新東宝。
ラジオドラマの「茶刈家と宇刈家」が「茶刈家と迂刈家」となっている。本作製作当時のラジオのチャッカリ夫人は南美江、ウッカリ夫人は北原文枝であった。翌1953年（昭和28年）5月、本作でチャッカリ夫人を演じた久慈あさみが、ラジオの三代目ウッカリ夫人となる。
ウッカリ夫人の夫・良夫を演じた田中春男の実の娘・山中美佐（のちの宇治みさ子）が、本作でデビューしている。
プロデューサーの佐藤一郎は、この後、東京映画に移籍するが、本シリーズは手がけていない。

### スタッフ
- 製作 : 佐藤一郎
- 企画 : 柴田万三
- 監督 : 渡辺邦男
- 脚本 : 神谷量平
- 原作 : 梅田晴夫、市川三郎、佐々木惠美子
- 撮影 : 渡辺孝
- 美術 : 梶由造
- 音楽 : 服部良一

### キャスト
- 久慈あさみ - 茶刈里子
- 香川京子 - 妹洋子
- 田崎潤 - 夫順助
- 折原啓子 - 迂刈幸子
- 田中春男 - 夫良夫
- 島かづ子 - 良夫の子タア坊
- 江川宇禮雄 - 鴨の池新左衛門
- 三條利喜江 - 妻よし子
- 片山明彦 - 孫正彦
- 柳家金語楼 - 洗濯屋主人
- 清川虹子 - 女房
- 森繁久彌 - 弟茂さん
- 横山エンタツ - 八百屋主人
- 伊達里子 - 女房
- 山中美佐 - 娘お八
- 大泉滉 - 安治川安太郎

### ストーリー
東京郊外。茶刈家と迂刈家、茶刈夫人・里子（久慈あさみ）はチャッカリ屋で、迂刈夫人・幸子（折原啓子）はウッカリ屋であるが、両家をめぐる町内がややこしい。八百屋（横山エンタツ、伊達里子）は茶刈家ひいき、洗濯屋（柳家金語楼、清川虹子）は迂刈家ひいきである。八百屋の娘お八（山中美佐）は、洗濯屋の弟・茂さん（森繁久彌）に思いを寄せている。町内の鴨の池家（江川宇禮雄、三條利喜江）の孫・正彦（片山明彦）は、大卒のニートである。
茶刈家に、里子の妹・洋子（香川京子）が、婚約者に決められた安治川安太郎（大泉滉）から逃げて、大阪から東京へ現れた。追いかけてきた安太郎に、たまたまそこにいただけの正彦を恋人だと言って逃れようとする。このことをきっかけに、正彦は、迂刈家の空き巣を投げ飛ばし、アメリカ勤務の就職も決まり、人生が好転する。お八と茂さんもいい雰囲気になる。

### リバイバル
- 本作上映2年後の1954年9月28日に、初のリバイバル上映された[6]。同時上映は『東尋坊の鬼』と『たん子たん吉珍道中 第三部 歌くらべ狸囃子』の2本[7]。
- それから5年後の1959年2月11日に、『結婚三重衝突』と改題してリバイバル上映された[6]。同時上映は『剣姫千人城』[8]。

### フィルモグラフィ
| タイトル                                              | 監督     | 製作     | 配給   | 公開日        | 茶刈夫妻          | 宇刈夫妻            |
| ----------------------------------------------------- | -------- | -------- | ------ | ------------- | ----------------- | ------------------- |
| チャッカリ夫人とウッカリ夫人                          | 渡辺邦男 | 新東宝   | 新東宝 | 1952年4月24日 | 久慈あさみ 田崎潤 | 折原啓子 田中春男   |
| 続チャッカリ夫人とウッカリ夫人 底抜けアベック三段とび | 渡辺邦男 | 新東宝   | 新東宝 | 1952年7月10日 | 轟夕起子 田崎潤   | 折原啓子 田中春男   |
| ウッカリ夫人とチャッカリ夫人 やりくり算段の巻         | 渡辺邦男 | 東京映画 | 東宝   | 1954年3月10日 | 東郷晴子 本郷秀雄 | 久慈あさみ 佐野周二 |
| その後のウッカリ夫人とチャッカリ夫人                  | 春原政久 | 東京映画 | 東宝   | 1954年8月15日 | 楠トシエ 本郷秀雄 | 久慈あさみ 佐野周二 |
| お景ちゃんのチャッカリ夫人                            | 瑞穂春海 | 松竹大船 | 松竹   | 1954年10月6日 | 淡島千景 若原雅夫 |                     |
| チャッカリ夫人とウッカリ夫人 夫婦御円満の巻           | 青柳信雄 | 東京映画 | 東宝   | 1956年1月8日  | 淡島千景 本郷秀雄 | 久慈あさみ 佐野周二 |

## テレビドラマ

### 1965年版
『チャッカリ夫人とウッカリ夫人』
- 放送期間 : 1965年10月4日 - 1966年9月30日
- 放送時間 : 月 - 金 9:30 - 9:45 ⇒ 13:30 - 13:45[10]
- 出演 : 佐伯徹、姫ゆり子、藤田佳子
- 製作・キー局 : TBS
- 提供 : 和光堂

### 1983年版
月曜ドラマランド『うっかり夫人ちゃっかり夫人』
1. 1983年6月20日、脚本竹山洋、演出中村金太
2. 1983年9月5日、脚本窪田篤人、演出中村金太

- 出演 : 丘みつ子、沢田亜矢子、秋野太作、岸部シロー
- 製作 : テレキャスト、フジテレビ

## ビブリオグラフィ
国立国会図書館所蔵のもの。
- 『チヤッカリ夫人とウッカリ夫人』ラジオ東京文芸部編、日本出版協同、1953年（小説化したものを収録）
- 『明朗ラジオドラマ集 チャッカリ夫人とウッカリ夫人 他8編』佐々木恵美子著、英宝社、1962年（佐々木恵美子が執筆した546回分のうち、本人が選んだ26回分を脚本形式で収録）
- 『チャッカリ夫人・ウッカリ夫人』第1集、小坂井ひでお著、兎月書房、1959年（漫画化したもの）
- 『チャッカリ夫人・ウッカリ夫人』第2集、小坂井ひでお著、兎月書房、1959年
- 『チャッカリ夫人・ウッカリ夫人』第3集、小坂井ひでお著、兎月書房

## 註
1. ↑  作家については、佐々木恵美子著『明朗ラジオドラマ集』（英宝社、1962年）収録のエッセイ「チャッカリ・ウッカリ十年間」によれば、初期は市川三郎、梅田晴夫、佐々木恵美子の三人、その後、中江良夫、菜川作太郎が参加、2000回記念のあたりで“新進の永六輔さんや、練達の名和青朗さんをおむかえしました”とある。
2. ↑  香取俊介.東京日記
3. ↑  出典:昭和30年4月1日付「毎日新聞」・「朝日新聞」東京版朝刊KRテレビ欄(前者・品川区立図書館、後者・秋田市立図書館明徳館で閲覧)
4. ↑  ほろにがの群像　第14回「チャッカリ夫人とウッカリ夫人」の世界【前篇】
5. ↑  ほろにがの群像　第15回「チャッカリ夫人とウッカリ夫人」の世界【後篇】
6. 1 2  『新東宝 1947-1961 創造と冒険の15年間』日本ハイコム、2019年、255頁。
7. ↑  『新東宝 1947-1961 創造と冒険の15年間』日本ハイコム、2019年、286頁。
8. ↑  『新東宝 1947-1961 創造と冒険の15年間』日本ハイコム、2019年、343頁。
9. 1 2  テレビドラマデータベース「チャッカリ夫人とウッカリ夫人」検索結果、tvdrama-db.com、2009年10月13日閲覧。
10. ↑   ザ・テレビ欄0 1954〜1974 2009年8月31日初版、TOブックス発行、テレビ欄研究会編・著 88ページ、97ページ
11. ↑  国立国会図書館NDL-OPAC「チャッカリ夫人とウッカリ夫人」検索結果、国立国会図書館、2009年10月13日閲覧。